# كيلي والكر
كيلي والكر (بالإنجليزية: Kelley Walker)‏ هو رسام وفنان أمريكي، ولد في 1969 في كولومبوس في الولايات المتحدة.